# Ara macavouanne
Orthopsittaca manilatus
Pour les articles homonymes, voir Ara.
Genre
Espèce
Statut de conservation UICN

 LC  : Préoccupation mineure
Statut CITES
L'Ara macavouanne (Orthopsittaca manilatus, anciennement Orthopsittaca manilata) est une espèce de perroquets de la sous-famille des Psittacidae au plumage à dominante verte.

## Description
Cet oiseau mesure entre 46 et 51 cm et pèse entre 290 et 390 grammes. L'Ara macavouanne est un ara vert de taille moyenne qui ne présente pas de dimorphisme sexuel. Les parties supérieures sont vertes y compris les ailes et la queue. Sur le dessus des ailes, les rémiges sont vert bleuâtre. Sur les parties inférieures y compris le menton, la gorge et la poitrine se présentent un dessin écaillé, avec un plumage grisâtre aux liserés verts. Sur le bas de l'abdomen et le bas-vente, on peut voir une tache rouge. Les plumes sont jaune olive terne sous les ailes et la queue. La tête est couverte de peau nue jaune et granuleuse. Le front est bleu-gris. En descendant vers la nuque, les plumes sont plus vertes. Le bec est crochu et noir. Les yeux sont brun foncé. Les pattes ainsi que les doigts sont gris.
Les jeunes ont le plumage plus terne et le bec plus pâle. La tête est jaune clair.

## Longévité
C'est un oiseau qui peut vivre jusqu'à 40 ans.

## Distribution

Cet oiseau vit à Trinidad, en Guyane et à l'est du Venezuela. Il se trouve aussi jusqu'au sud de la Colombie, à l'est de l'Équateur, l'est du Pérou, le nord de la Bolivie et jusqu'au Brésil amazonien.

## Habitat
Il vit dans les palmiers Aguaje où il nidifie et se nourrit. Il peut se trouver dans les savanes avec des arbres inondées saisonnièrement et aussi dans les mangroves.

## Comportement
Il vit dans son habitat mais peut se trouver à effectuer des déplacements saisonniers dans certaines zones. C'est un oiseau très bruyant et grégaire.
Il vit en groupe comportant au moins 100 individus.
Ils dorment la nuit tous ensemble dans les palmiers. L’ara macavouanne se nourrit au milieu des frondaisons des Aguajes où il est pratiquement invisible avec son plumage vert.
Les matins, ils montent au sommet de l'arbre pour prendre des bains de soleil et faire leurs toilettes. Ensuite ils voleront vers les zones de nourrissages.
Pendant la période de reproduction les groupes sont moins importants. Les couples partent du groupe pour nidifier.

## Chant
L'Ara macavouanne lance des cris très hauts. En vol, il émet des « choii-aa », ou des « wrr-rake » sonores et des « screeet » rythmés. Quand il mange, il émet des genres de ronronnement et quelques cris rauques.

## Reproduction
La saison de reproduction varie selon l'endroit le pays où il vit.
L'ara macavouanne nidifie dans les troncs des palmiers morts et dont le pied est dans l'eau ce qui permet de mieux protéger les petits contre les prédateurs.
La femelle peut déposer entre 2 et 4 œufs blancs. L'incubation dure environ 23 à 26 jours.
Les jeunes restent dans le nid jusqu'à 73 à 78 jours.
Ensuite, ils resteront en groupes familiaux et rejoindront les grands groupes et les dortoirs communautaires.

## Alimentation
Cet oiseau se nourrit principalement des fruits de l'Aguaje. On trouve ces fruits de décembre à juin. Ils sont rouges et ont des écailles régulières qui recouvrent une noix dure et une pulpe riche.

## Vol
L'ara macavouanne effectue un vol rapide avec des battements d'ailes ferme. Il n'est pas discret en vol.

## Taxinomie
Le nom scientifique de cette espèce a longtemps été Orthopsittaca manilata, mais le Congrès ornithologique international, dans sa classification de référence (version 3.5, 2013) le modifie en Orthopsittaca manilatus, car l'épithète spécifique a été décrit par l'auteur original comme invariable.